# Симпатэктомия
Симпатэктомия — это операция резекции или клиппирования симпатического нервного ствола.

## Классификация
По методам воздействия на нервный ствол
- Иссечение симпатического ствола — необратимая процедура[2],
- Каутеризация — метод прижигания[3],
- Клиппирование — обратимая процедура, в которой применяются специальные скобы для пережатия нервных волокон[2].

По инструментам проведения
- Традиционная хирургическая операция — инвазивная процедура, доступ к грудному и поясничному симпатическим стволам проводится через торакотомию при грудной симпатэктомии, пересечение большой группы мышц при выполнении внебрюшинного доступа при поясничной симпатэктомии[4].
- Торакоскопическая симпатэктомия (также встречается: видеоэндоскопическая симпатэктомия) — малоинвазивная процедура с применением торакоскопии[5].

## Области применения

### Шейная симпатэктомия
В 1899 году французский доктор Francois Franck предложил идею шейной симпатэктомии для облегчению стенокардии. Через десятилетия идея была воплощена в нескольких независимых исследованиях. Процедура избавляла от грудной боли, но не спасала их сердца от ишемии.

### Поясничная симпатэктомии
Показания к проведению: ОЗМПА нижних конечностей, в частности наличие у пациентов облитерирующего эндартериита и облитерирующего атеросклероза сосудов нижних конечностей с дистальным уровнем поражения. Объекты операции: ганглии на уровне L2-L4.

### Грудная симпатэктомия
Болезнь Рейно, ОЗСВК
Грудная симпатэктомия может применяться при облитерирующих заболеваниях сосудов верхних конечностей (ОЗСВК). Объекты операции: ганглии на уровне Th 2—3. Показатели по 142 прооперированным: 37 пациентов (26,1 %) — хороший результат, удовлетворительный — 73 (51,4 %), неудовлетворительный — 32 (22,5 %). Наилучшие ближайшие и отдаленные результаты у пациентов с синдромом или болезнью Рейно.
Гипергидроз (повышенная потливость)
Симпатические нервы образуют сеть нервов, расположенных вблизи ребер (в грудной клетке), вблизи позвонков. Среди этих ответвлений есть одно специфическое, которое формирует ганглии отвечающие за выделения пота. Объектом операции являются нервные волокна, ответвления которых ведут непосредственно к потовым железам.
Для лечения так называемого ладонного гипергидроза блокируют ганглии T3—T4; при гипергидрозе подмышечных впадин и умеренном или легком гипергидрозе ладоней подавляются ганглии T4—T5. Чем ближе к Т2 расположены подавляемые ганглии, тем больше вероятность появления компенсирующего потоотделения, которое возникает после операции.

## Физические, ментальные и эмоциональные эффекты при грудной симпатэктомии
Симпатэктомия осуществляется путем хирургического вмешательства для отключения части вегетативной нервной системы, блокируя тем самым её сигналы из головного мозга, с целью полного снятия или облегчения симптомов гипергидроза. Многие врачи, не являющиеся специалистами в области ETS (endoscopic thoracic sympathectomy), считают эту практику сомнительной, главным образом потому что её цель — уничтожить анатомически функциональные нервы.
Точные результаты симпатэктомии невозможно предсказать из-за значительных анатомических вариаций функционирования симпатических нервов разных пациентов, а также из-за различных вариаций в хирургической технике. Вегетативная нервная система не является анатомически точной и какие-то её связи могут быть непредсказуемо задеты, когда нервы отключены. Эта проблема наблюдалась у многих пациентов, перенесших симпатэктомию в связи с потливостью рук, а затем продемонстрировавших уменьшение или полное отсутствие потливости ног, в отличие от других пациентов, к которым не применялось данное лечение. Не существует никакой абсолютно надежной операции для излечения потливости ног, кроме поясничной симпатэктомии, относящейся к противоположному концу симпатической цепи.
Имеются дискуссионные темы на форумах, где присутствуют отзывы пациентов, которые посвящены теме осложений после симпатэктомической хирургии.
Симпатэктомия имеет такие осложнения как синдром Горнера, пневмоторакс и повреждение двигательных нервов, проявляющегося ограничением подвижности верхней конечности.